# Alicia Moreda
Alicia Moreda Tuya (Mayagüez, Puerto Rico, 1 de noviembre de 1912 – 13 de junio de 1983), fue una actriz puertorriqueña , pionera de la industria de la televisión en Puerto Rico.

## Biografía
Moreda nació en Mayagüez (Puerto Rico) en 1912. Fue hija de Alberto Moreda Cifuentes y Celestina Tuya Lafuente, padres también de Adela y Alberto. Su padre había nacido en Gijón, Asturias, norte de España, y había venido con un hermano a Mayagüez antes de la Guerra hispano-estadounidense. En 1921, la madre de Alicia murió y fue criada por su padre y sus hermanas. Moreda asistió al "Colegio La Milagrosa" en Mayagüez, una escuela católica. Allí hizo teatro y, tras participar en una obra escolar, decidió ser actriz.

## Carrera
Una vez graduada en educación secundaria, Moreda hizo pruebas para participar en funciones de teatro y participó en numerosas producciones locales. Al principio adoptó el apodo de La Gallega, como descendiente de españoles procedentes de la esquina noroeste del país. También trabajó para la radio. El 28 de marzo de 1954, Moreda participó en el primer programa televisado en Puerto Rico, una comedia titulada "El caso de la mujer asesinadita", junto a Mapy Cortés y Fernando Cortés, que fue transmitida por WKAQ-TV Telemundo Canal 2. En 1960, actuó en "Casos y cosas de casa" con Braulio Castillo y Lillian Hurst y también actuó en la telenovela La Gata (en inglés: Cat).
Entre las películas en las que Moreda intervino podemos destacar las siguientes: Romance en Puerto Rico (1962), con José Miguel Agrelot, Bobby Capó y Luis Vigoreaux; Juicio contra un ángel (1964), junto a Braulio Castillo y Luis Vigoreaux y Dios los cría (1979), junto a Norma Candal, Gladys Rodríguez, Otilio Warrington, Esther Sandoval y dirigida por Jacobo Morales.
Alicia Moreda murió el 13 de junio de 1985, de causas naturales, y fue sepultado con sus dos banderas en el Cementerio municipal de Mayagüez. La ciudad de Caguas rotuló una calle con el nombre de Calle Alicia Moreda en su honor.

## Filmografía seleccionada
- Romance en Puerto Rico (1962)
- Juicio contra un ángel (1964)
- Dios los cría (1979)